# Maladera harmonica
Maladera harmonica är en skalbaggsart som beskrevs av Brenske 1897. Maladera harmonica ingår i släktet Maladera och familjen Melolonthidae. Inga underarter finns listade i Catalogue of Life.